# Bad Love (série télévisée)
Pour les articles homonymes, voir Bad Love.
Bad Love (hangeul : 못된 사랑 ; RR : Motdoen Sarang) est une série télévisée sud-coréenne diffusée du 3 décembre 2007 au 5 février 2008 sur KBS2 avec Kwon Sang-woo, Lee Yo-won et Kim Sung-soo.

## Distribution

### Acteurs principaux
- Kwon Sang-woo : Kang Yong-ki
- Lee Yo-won : Na In-jung
- Kim Sung-soo : Lee Soo-hwan
- Cha Ye-ryun : Park Shin-young / Jo Ann
- Kim Ga-yeon : Kang Joo-ran, la femme de Soo-hwan et la demi-sœur de Yong-ki

### Acteurs secondaires
- Park Geun-hyung : Président Kang Woo-taek, le père de Yong-ki
- Song Ok-sook : Lee Jin-sook, la mère de Joo-ran
- Kim Chang-wan : Hwang In-soo
- Bang Eun-hee : Park Chan-sook
- Kim Min-jung : la mère de Soo-hwan
- Choi Yong-min : le père de  In-jung
- Yu Ji-in : la mère de In-jung
- Choi Sung-min : Yoon Sil-gang
- Jung Woo : Han Jung-woo
- Kim Hyang-gi : Lee Mi-so, la fille de Soo-hwan
- Yoon Hee-seok : l'ami de Yong-ki
- Lee Ha
- Lee Joo-seok

## Diffusion
- KBS2 (2007-2008)
- TVB (2008-2009)
- GTV (en) (2008-2009)
- GMA Network (2009)[2]
- WOWOW (2008)[3] / TBS (2010)[4] / KNTV (2012)[5]

### Sources
- (en) Cet article est partiellement ou en totalité issu de l’article de Wikipédia en anglais intitulé « Bad Love (TV series) » (voir la liste des auteurs).